# Jackson Haines
Pour les articles homonymes, voir Haines.
Jackson Haines (1840-1876) est un danseur de ballet et patineur artistique américain considéré comme le père du patinage artistique moderne.

## Biographie
Né à New York en 1840, Haines affirme être champion national en 1863 et 1864. De nombreux championnats ont lieu au cours de ces années, et aucun n'est validé par une organisation unificatrice de patinage artistique (la United States Figure Skating Association n'est créée qu'en 1921).

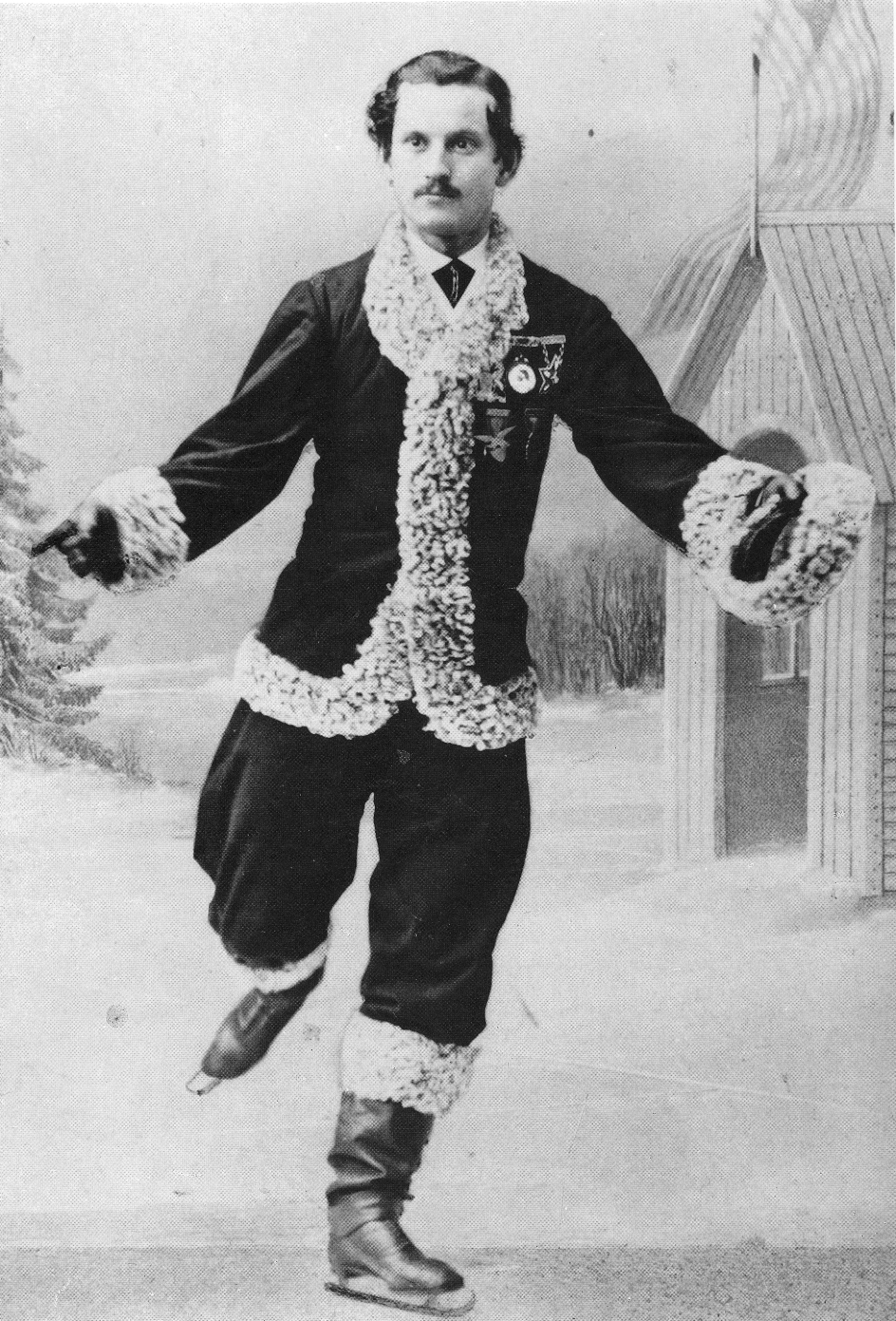
Jackson Haines.

À cette époque, le patinage artistique est pratiqué dans le « style anglais », qui est rigide et formel, contrairement à ce qui se pratique aujourd'hui. Le style de Haines est en contraste complet ; il utilise sa formation de ballet pour créer des programmes gracieux et introduit la musique d'accompagnement, une innovation. Il visse également ses patins artistiques directement sur ses bottes, ce qui ajoute de la stabilité et lui permet de faire plus de sauts athlétiques. La pratique courante à l'époque consiste à attacher les lames sur la botte avec de simples liens ; ces attaches directes de patins sont basées sur les conceptions du patineur « Captain » Robert Jones, et sont fabriquées à Londres dès 1772.
Le style de Haines n'est pas bien accueilli aux États-Unis. En 1864, il se rend en Europe pour l'exposer et l'enseigner. Il devient connu sous le nom de « style international ». Il vit à Vienne pendant un certain temps, où son patinage devient populaire.
Haines meurt de tuberculose et de pneumonie à Gamlakarleby (aujourd'hui en finnois : Kokkola, en suédois : Karleby ), en Finlande en 1876.
Haines entre au World Figure Skating Hall of Fame (en) et au United States Figure Skating Hall of Fame en 1976.

## Héritage

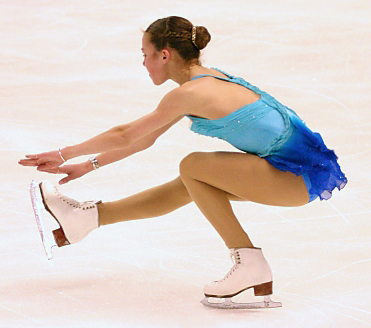
Pirouette assise.

Haines est l'inventeur de la pirouette assise (en), l'un des trois types de pirouettes de base. Les deux autres sont la pirouette verticale, à peu près aussi ancienne que l'art du patinage sur glace lui-même ; et la pirouette cambrée, inventée au XXe siècle par Cecilia Colledge. Son style n'est devenu populaire aux États-Unis que plusieurs années après sa mort. Les premiers championnats américains de patinage artistique dans le « style international » ont lieu le 20 mars 1914 à New Haven, dans le Connecticut.